# Finale della Coppa WSE 2022-2023
La finale della 5ª edizione della Coppa WSE si è disputata il 23 aprile 2023 al Pavelló Onze de Setembre di Lleida, in Spagna, tra i portoghesi del Braga e gli spagnoli del Voltregà.
Essa è stata vinta dal Voltregà per 5-4, al secondo successo nella competizione. 

## Le squadre
| Squadre  | Partecipazioni precedenti (il grassetto indica la vittoria) |
| -------- | ----------------------------------------------------------- |
| Braga    | 2012                                                        |
| Voltregà | 2000, 2002                                                  |

## Tabellino
| Lleida 24 aprile 2022, ore 13:00 CEST | Calafell | 6 – 5 | Follonica | Pavelló Onze de Setembre |